# グランディディエライト
グランディディエライト（Grandidierite）は、アルミニウムホウ酸ケイ酸塩（(Mg,Fe)Al3(BO3)(SiO4)O2）の結晶からなる鉱物である。1902年にマダガスカルで初めて発見された鉱物で、宝石などの装飾品として活用されている。採取量が極少であり、またその外観的な美しさから2015年11月2日にはアメリカの経済誌Forbes（フォーブス）で「世界で3番目に高価な宝石」と評価された。
名前の由来は、フランス人博物学者アルフレッド・グランディディエにちなんで命名された。

## 性質・特徴
- モース硬度: 7.5。
- 条痕: 白。
- 亀裂: 不規則
- 色: ターコイズやシアンのような明るい青緑色。
- 光沢: ガラス光沢
- 光学軸: 二軸性なし
- 屈折率: 1.583-1.639
- 2V角度: 24°〜32°（測定）
- 分散: 強い r<v
- ヘルマン・モーガン記号: 2/m 2/m 2/m
- 空間群: Pbnm

グランディディエライトは含有する鉄が多ければ多いほど青く見える。強い多色性を持っていて、見る角度によって濃い青緑色、無色（非常に薄い黄色の場合もある）、または濃い緑色の3つの異なる色を呈する。
似た色性を示す鉱物にラズライトが存在する。ラズライトは青緑色で無色/青色/紺色の多色性を呈していることから色での判別は難しい。しかしグランディディエライトと比較して高い屈折率と比重を持っている。
また、グランディディエライトのモース硬度はアクアマリン、エメラルド、アメシストと同じ7.5である。
以上の特徴からグランディディエライトは他の鉱物と区別が付きやすい。

## 産出
主な産地はマダガスカルである。アメリカ、ドイツ、ナミビア、スリランカなど世界各地で鉱床は発見されているが、宝石品質のものは稀少である。
低圧下で熱を加え続けた状態のホウ素を多く含有したアルミニウム質の岩石から形成される。アプライトやペグマタイトの鉱床で発見されることが多い。

### 鉱石の発見
1902年、マダガスカルの南部海岸線でフランスの鉱物学者ジャン・ベイエが発見した。当時マダガスカルの自然史を研究をしていたフランス人の博物学者で探検家でもあるアルフレッド・グランディディエに敬意を表して彼の名前が与えられた。
しかし発見されたグランディディエライトは透明度の低いカボション級のものばかりで、宝石品質のルース（裸石）級のものは発見されなかった。
2000年に入り、スリランカで初めて宝石品質の結晶が発見される。その時見つかったのは、わずか0.85キャラットであった。それから2014年に最初にグランディディエライトが発見されたアンドラホマナで極めて純度の高い結晶が発見された。
現在GIA（米宝石学会）で確認されているグランディディエライトで最大のものは763.5キャラットである。

### 形成される地質
グランディディエライトが採掘されるマダガスカル南部海岸線一帯の地質は18～20億年前の古原生代の地質である。今から約6億年前の氷成紀に起きた地殻変動で、ボヒビア一帯に海底地盤が付与された。その後、アルカリ岩質のマグマの貫入と噴出によってペグマタイト鉱床が形成されていった。このような地質形成がグランディディエライトを生み出したと考えられている。

## グランディディエライトと大峯石
日本の奈良県で発見された鉱物がグランディディエライトと組成が似ていたことから、1999年に千葉大学の鉱物学者（広井美邦など）によりグランディディエライトと発表した。しかし後に鉱物がマグネシウムよりも鉄を多く含んでいることが判明して否定された。
その後、2001年にオオミネライト「大峯石（おおみねせき）」という名称で新しい鉱物として認可された。

## 化学分析

### 分子量
296.03 gm
| 分子               | 含有量 | 酸化質量      |
| ------------------ | ------ | ------------- |
| Mg（マグネシウム） | 6.16%  | 10.21%(MgO)   |
| Al（アルミニウム） | 27.34% | 51.67%(Al2O3) |
| Fe（鉄）           | 4.72%  | 6.07%(FeO)    |
| Si（ケイ素）       | 9.49%  | 20.30%(SiO2)  |
| B（ホウ素）        | 3.65%  | 11.76%(B2O3)  |
| O（酸素）          | 48.64% |               |
| 合計酸化物         | 100%   | 100%          |

不純物としてチタン、マンガン、ナトリウム、カリウムなどが含有されている。

### 化学式
{\displaystyle {\ce {(Mg,Fe++)Al3(BO4)(SiO4)O}}}

### 実験式
{\displaystyle {\ce {Mg0.75Fe2+0.25Al3(BO4)(SiO4)O}}}